# SZK Szpartaki Chinvali
A Szpartaki Chinvali (grúzul: საფეხბურთო კლუბი სპარტაკი ცხინვალი, magyar átírásban: Szapehburto Klubi Szpartaki Chinvali) egy grúz labdarúgócsapat, jelenleg a grúz élvonalban szerepel.

## Története
A 2006-ban megszűnt SZK Chinvali csapatából formálódott, miután a klubot sorra elhagyták a déloszét labdarúgók. Dél-Oszétia fővárosának, Chinvalinak nevét viseli ugyan, de székhelye előbb Gori városában volt, majd az orosz–grúz háború miatt Tbiliszibe költözött.

## Külső hivatkozások
- A Szpartaki Chinvali adatlapja az UEFA oldalán (angolul)